# Biograf City

City var en biograf i Gubbängen i södra Stockholm, belägen vid Gubbängstorget. Biografen öppnade i april 1953 och lades ner tjugo år senare i juni 1973. 
Innan biografdöden tvingade många förortsbiografer att stänga gjordes på 1950-talet biografsatsningar i Stockholms nya förorter. Det hörde till stadsplanekonceptet att Stockholms nya förstäder skulle vara självförsörjande med all samhällelig service, även med egna biografer.
Konceptet förverkligades 1951 i Årsta centrum, där biografen Forum byggdes, ritat av  arkitekterna Erik och Tore Ahlsén. I Vällingby centrum öppnade 1956 Fontänen och i Farsta centrum invigdes 1961 Fanfaren ritat av Backström & Reinius samt Reflexen i Kärrtorp också 1961. 
Biografen City var en av dessa typiska förortsbiografer som invigdes den 15 april 1953. Liksom för hela centrumbebyggelsen var även Citys arkitekt Curt Strehlenert på HSB:s arkitektkontor. Biografen inrymdes i en av Familjebostäder nybyggd fastighet vid Gubbängstorget. Biografnamnet lyste i stora röda neonbokstäver på fasaden mot torget. Entréns glaspartier var klädda i rostfri plåt och salongens fåtöljer hade röd klädsel. Interiören var gestaltad som en friluftsteater  med mörkblåa väggar och tak samt en takbelysning som gav intryck av en stjärnhimmel. City hade plats för 500 biobesökare. 
I juni 1973 lades biografverksamheten ner och 1982-1985 hyrdes lokalerna ut till Teater Aurora. På 1990-talet fanns ungdomskaféet Magasinet i Citys gamla lokaler och år 2000 flyttade Moment teater in och driver nu en teater med två scener. Byggnaden är idag grönklassad av Stadsmuseet i Stockholm vilket innebär att bebyggelsen anses vara ”särskilt värdefull från historisk, kulturhistorisk, miljömässig eller konstnärlig synpunkt”.

### Galleri 2010

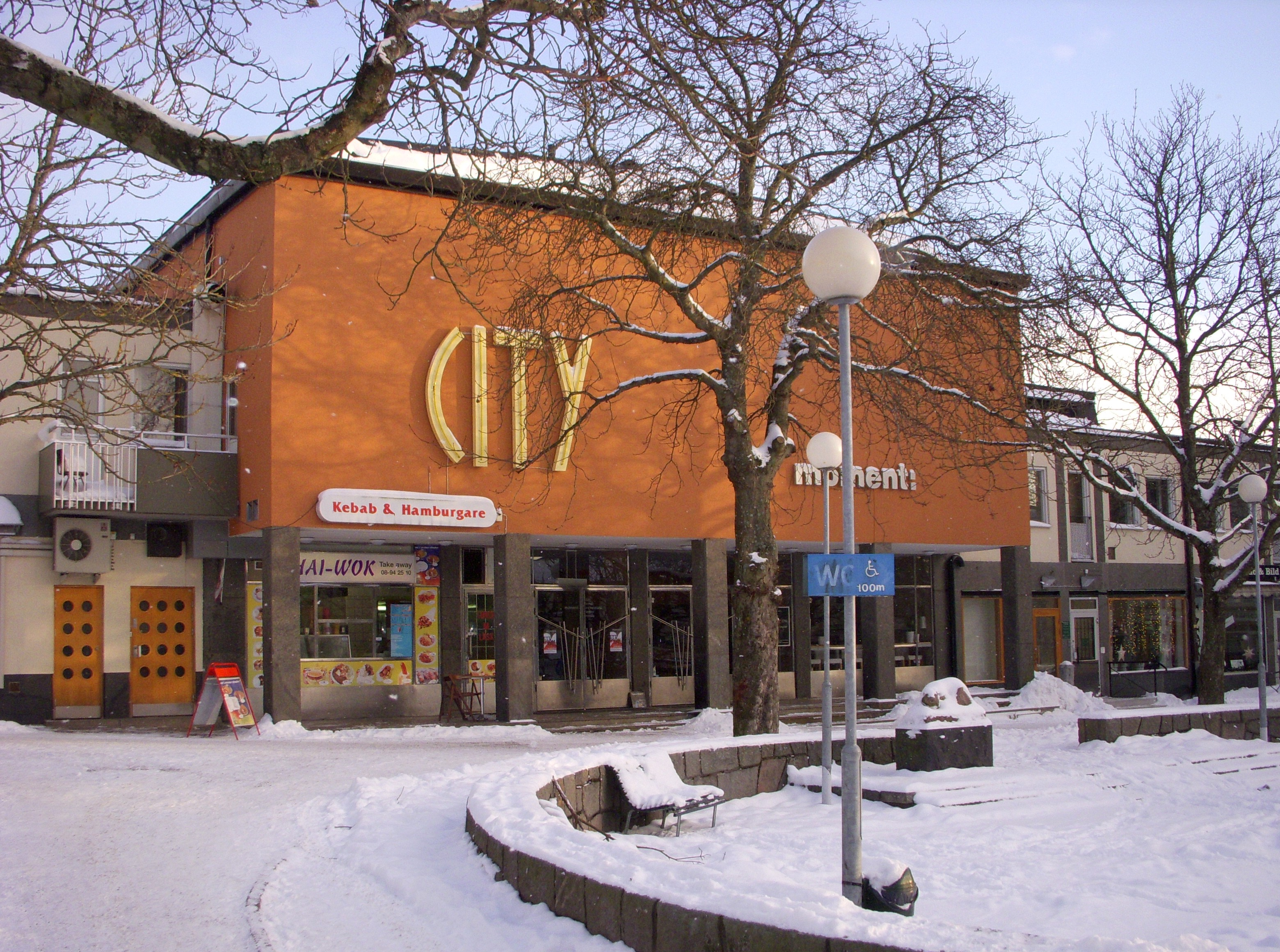
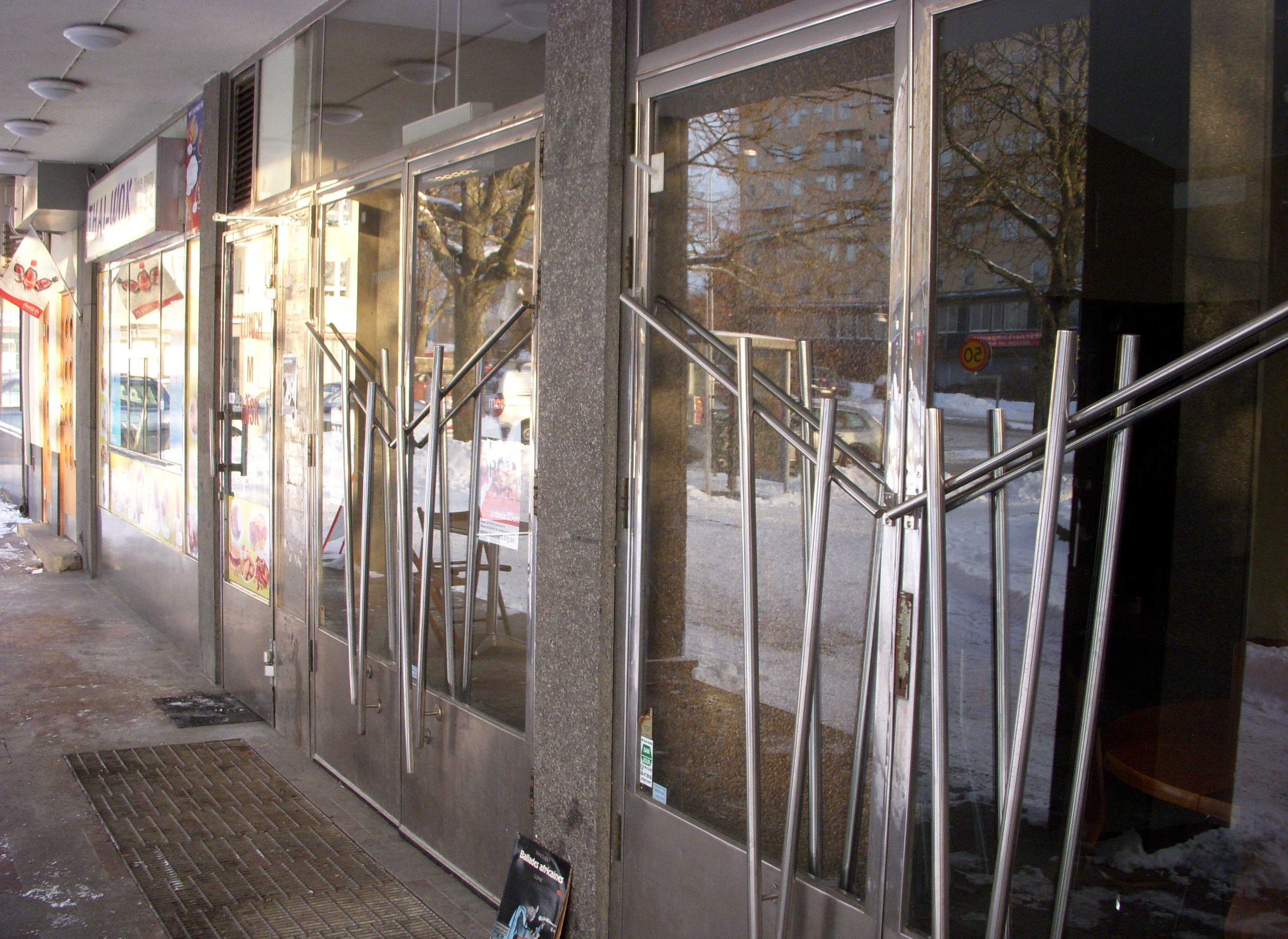
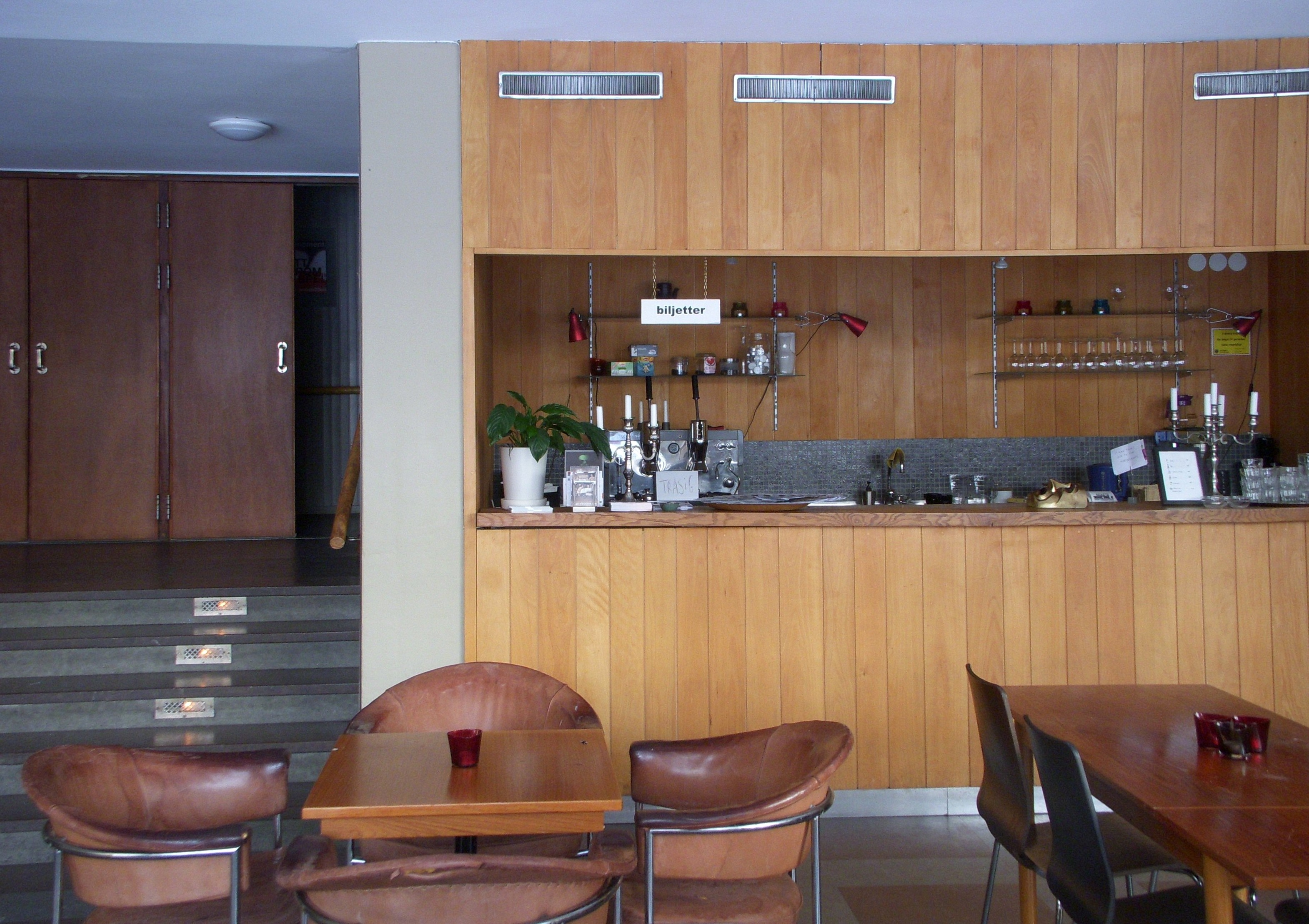
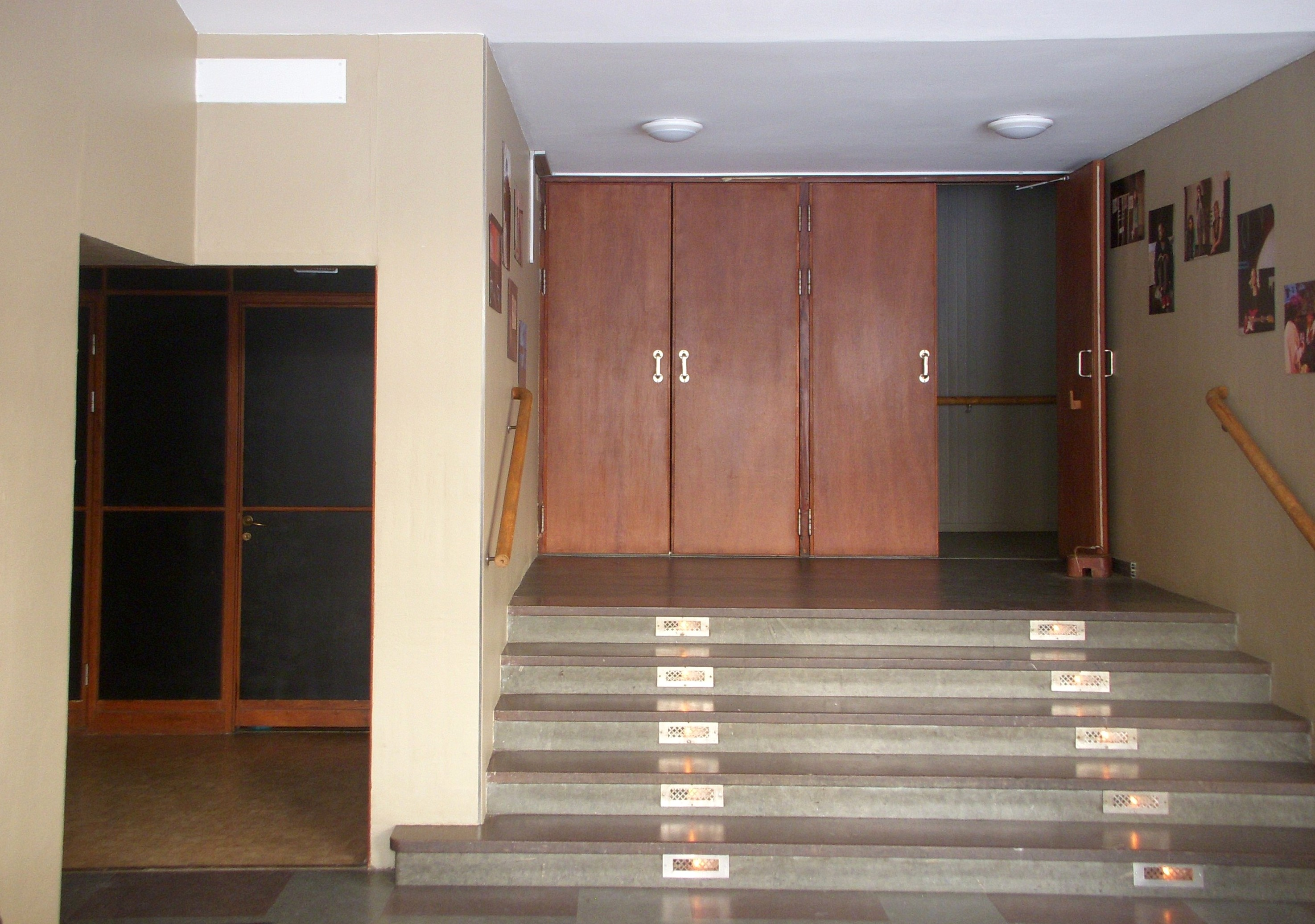

## Bilder
| Till vänster: Mc-gänget utanför City 1958. Man ger "Evas tre ansikten". Till höger: Samma plats i november 2010. Fasaden är numera målad i orange, men texten City står kvar om än i en annan färg. Moment teater finns nu i lokalen. |  | Till vänster: Mc-gänget utanför City 1958. Man ger "Evas tre ansikten". Till höger: Samma plats i november 2010. Fasaden är numera målad i orange, men texten City står kvar om än i en annan färg. Moment teater finns nu i lokalen. |
| Till vänster: Mc-gänget utanför City 1958. Man ger "Evas tre ansikten". Till höger: Samma plats i november 2010. Fasaden är numera målad i orange, men texten City står kvar om än i en annan färg. Moment teater finns nu i lokalen. |  | |